# Tour of Antalya
Tour of Antalya – wieloetapowy wyścig kolarski rozgrywany corocznie wokół tureckiego miasta Antalya.
Pierwsza edycja wyścigu odbyła się w 2018. Od początku istnienia wyścig jest częścią UCI Europe Tour – w latach 2018–2019 z kategorią 2.2, a od 2020 z kategorią 2.1.

## Zwycięzcy
Opracowano na podstawie:
| Rok  | Pierwsze               | Drugie               | Trzecie             |          |
| ---- | ---------------------- | -------------------- | ------------------- | -------- |
| 2018 | Artiom Owieczkin       | Cristian Raileanu    | Awet Habtom         |          |
| 2019 | Szymon Rekita          | Giovanni Lonardi     | Attila Valter       |          |
| 2020 | Max Stedman            | Kenneth Van Rooy     | Alessandro Fancellu |          |
| 2021 | odwołany               | odwołany             | odwołany            | odwołany |
| 2022 | Jacob Hindsgaul Madsen | Alessandro Fedeli    | Luc Wirtgen         |          |
| 2023 | odwołany               | odwołany             | odwołany            | odwołany |
| 2024 | Davide Piganzoli       | Alessandro Pinarello | Edoardo Zambanini   |          |